# クイズ!年の差なんて
『クイズ!年の差なんて』（クイズ としのさなんて）は、1988年10月26日から1994年9月8日までフジテレビ系列局でレギュラー放送されたフジテレビ制作のクイズ番組である。

## 概要
桂三枝が出演していた「ナイトinナイト」（大阪の朝日放送制作）の火曜日に放送されたクイズバラエティ番組『おっちゃんVSギャル』を基礎とした番組で、同番組の成功を受けて三枝がこれとほぼ同じ趣旨のクイズ番組の企画を東京キー局のフジテレビに持ち込んでそれを派生させたもの。
出演芸能人がアダルトチームとヤングチームに分かれて解答をする。アダルトチームには常識であってヤングチームには知られていない問題、逆にヤングには常識でアダルトが知らない問題を交互に解答し、その「常識」の違いを楽しむということをテーマとした番組である。現代と過去の世相、風習、流行をクイズ形式で紹介するものでもある。
番組開始当初は水曜日の30分枠だったが、人気が上昇し、高視聴率をキープしたため、1990年10月に木曜日の1時間枠に移った。1990年ごろから1993年の夏ごろまでは20%を超える高視聴率をキープ、当時の女子高生たちが使いやすい言葉遊び形式のクイズを取り入れていたことなどから、ティーンエイジャーの流行語を生み出した。「アウトオブガンチュウ」、「バッチグー」や、言葉の略語など。
また、木曜に移行してからは「ナイター中継」があった場合のみ30分の短縮版を放送。中止の場合は1時間での放送（1994年度は休止した）。
1993年10月のリニューアルから、1年後の1994年9月8日の2時間スペシャルをもって終了した。
レギュラー放送の終了後、1996年4月4日にレギュラー放送ではヤングチーム解答者だった中山秀征・森口博子の司会で『クイズ!年の差なんて ガンガンスペシャル』が放送された。その後、藤井隆・MEGUMIの司会で、2006年6月13日には『カスペ!』にて『クイズ!年の差なんて 2006スペシャル』として、2007年2月13日にはフジテレビ制作の映画『バブルへGO!! タイムマシンはドラム式』の公開記念の『クイズ!年の差なんて バブルへGO!!スペシャル』として放送された。また、フジテレビONEの番組『アイドリング!!!』の企画で「クイズ!年の差なんてごっこ」が行われることがあった。
2023年11月10日にはレギュラー放送でヤングチーム解答者だった坂上忍と、サンドウィッチマンの司会で『坂上どうぶつ王国 Presents クイズ!年の差だよね』を『坂上どうぶつ王国』の特別編として放送。
2024年4月から「ミュージックジェネレーション」がスタートし、29年半ぶりに木曜19時枠でジェネレーションギャップをテーマにした番組が復活した。
最高視聴率は1993年1月7日の「アンビバスペシャル」で28.4%（ビデオリサーチ・関東地区調べ）

## 放送時間
- 1988年10月 - 1990年9月：水曜日 19時30分 - 19時58分
- 1990年10月 - 1994年9月：木曜日 19時00分 - 19時54分

## 出演者

### レギュラー放送

#### 司会
- 桂三枝（後の6代目桂文枝）、山田邦子

#### 解答者（水曜日・木曜日前期）（1988年10月 - 1993年9月）
- アダルトチーム
  - 寺島純子（1989年の女優業再開まで）、 沢たまき（初期）、高島忠夫、朝丘雪路、うつみ宮土理、岡田真澄、藤村俊二、水前寺清子、汀夏子、南田洋子、松崎悦子（チェリッシュ）、小野ヤスシ、村野武範、中村メイコ、野際陽子、五月みどり、司葉子、三橋達也、 三ツ矢歌子、三波春夫、いかりや長介、高橋圭三、ロミ・山田、塩沢とき
- ヤングチーム
  - 森口博子、中山秀征、坂上忍、ゆうゆ、松本典子、高橋由美子、羽田惠理香（CoCo）、西田ひかる、島崎和歌子、奥山佳恵、TOKIO[注 5]、早坂好恵、加藤紀子、城之内早苗、杉本理恵、中上雅巳、越智静香、西村知美、佐野量子、見栄晴（本名の藤本正則名義）、鼓太郎（当時幕末塾のメンバー）、吉沢秋絵

#### 解答者（木曜日後期）（1993年10月 - 1994年3月）
- アダルトチーム
  - 高島忠夫、うつみ宮土理、朝丘雪路、岡田真澄、藤村俊二、五月みどり、水前寺清子、小倉久寛、小林完吾、志茂田景樹
- ヤングチーム
  - 森口博子、中山秀征、高橋由美子、奥山佳恵、加藤紀子、羽田惠理香、TOKIO、早坂好恵、ゆうゆ、武田真治、山本太郎、宝生舞、小松千春

#### 解答者（木曜日末期）（1994年4月 - 1994年9月）
- アダルトチーム
  - 片岡鶴太郎、関根勤、定岡正二、笑福亭笑瓶、野口五郎、モト冬樹、麻丘めぐみ、岡江久美子、浅茅陽子、水前寺清子、美川憲一、由紀さおり、加藤茶、大槻義彦、小林幸子、長谷川初範
- ヤングチーム
  - 奥山佳恵、高橋由美子、早坂好恵、武田真治、TOKIO、千葉麗子、田辺晋太郎、穴井夕子、高原愛美、グレートチキンパワーズ、宮前真樹（CoCo）、沖本美智代、沖本富美代

#### その他レギュラー
- ピンクの電話（クイズのVTRに出演） 竹内都子が男性の上司、清水よし子がOLを演じるコント形式で死語に関するクイズの出題をした「死語の世界」に出演。また最終回にはアダルトチームの回答者として出演した。
- ホンジャマカ（クイズのVTRや、番組中期の10人ボウリングのコーナーに出演）
- デンジャラス（クイズのVTRに出演）
- 極楽とんぼ（クイズのVTRに出演）
- 中村ゆう子（クイズのVTRに出演）
- ローリー寺西（番組後期のローリーランキングのコーナーに出演）
- 本田みずほ（クイズのVTRに出演）
- 菊地陽子（番組初期にいた、初代アシスタント=マスコットガール）
- 橋本景子（2代目マスコットガール）
- 山田純世（番組末期にいたアシスタント）

### 『ガンガンスペシャル』（1996年4月放送）
- 司会
  - 中山秀征、森口博子
- 解答者：アダルトチーム
  - 渡辺正行、うつみ宮土理、中村玉緒、加藤茶、蛭子能収、阿藤海（阿藤快）、神田正輝
- 解答者：ヤングチーム
  - 奥山佳恵、長瀬智也（TOKIO）、松岡昌宏（TOKIO）、雛形あきこ、鈴木紗理奈、堀江奈々、矢部美穂

### 『2006スペシャル』（2006年6月放送）・『バブルへGO!!スペシャル』（2007年2月放送）

#### 司会
- 藤井隆、MEGUMI

#### 『2006スペシャル』解答者
『Wぅ杯 番組交流戦スペシャル』の期間中に放送され、同時期にフジテレビ系列で放送された番組の紹介を兼ねていた。以下の『』には、各解答者のモニターに表示されていた番組名を記載。
- アダルトチーム
  - 柴田理恵『笑っていいとも!』、上島竜兵（ダチョウ倶楽部）『爆笑そっくりものまね紅白歌合戦 スゴイネタ100連発だスペシャル』、大塚範一『めざましテレビ』、美保純『Dのゲキジョー 〜運命のジャッジ〜』、勝俣州和『笑っていいとも!』
- ヤングチーム
  - 若槻千夏『スーパー競馬』、加藤夏希『水10! ココリコミラクルタイプ』、石垣佑磨『ジャンクSPORTS』、YUCALI（HALCALI）『新堂本兄弟』、小倉優子『笑っていいとも!』

#### 『バブルへGO!!スペシャル』解答者
映画『バブルへGO!! タイムマシンはドラム式』公開記念で放送。通常の「ヤングチーム」対「アダルトチーム」ではなく、バブル期に青春を謳歌した35歳以上の「バブルチーム」とバブル期を体験していない26歳以下の「アンダーバブルチーム」の対抗戦形式で行った。
- バブルチーム
  - テリー伊藤、片岡鶴太郎、ブラザートム、美保純、高木美保、麻木久仁子、西川史子
- アンダーバブルチーム
  - 広末涼子（映画『バブルへGO!!』でヒロイン役を演じた）、中田敦彦（オリエンタルラジオ）、藤森慎吾（オリエンタルラジオ）、若槻千夏、大沢あかね

#### その他
- アンガールズ（クイズのVTRに出演、2006のみ）
- ペナルティ（クイズのVTRに出演、2006のみ）
- 阿部寛（バブルナビゲーターとしてクイズのVTRに出演、バブルへGO!!スペシャルのみ）

### 『クイズ!年の差だよね』（2023年11月放送）

#### 司会
- 坂上忍、サンドウィッチマン（伊達みきお、富澤たけし）[3]

#### 解答者
- アダルトチーム
  - 岩下尚史、梅沢富美男、斉藤慶子、椿鬼奴
- ヤングチーム
  - 栗田航兵（OCTPATH）、東京ホテイソン（ショーゴ、たける）、藤田ニコル、ゆうちゃみ、四谷真佑（OCTPATH）

## クイズルール・内容詳細

### 初期（1988年10月 - 1990年9月）
クイズはアダルトチームとヤングチームのチーム対抗戦形式で行われる。問題は、アダルトチームのみ解答する「ヤング問題」、ヤングチームのみ解答する「アダルト問題」、全員が解答する「共通問題」の3種類があり、解答は全て筆記式。正解者1人につき20点獲得。最終問題などを除く各問題には「NGワード」が1つ設定されており、これを書いてしまうと、書いた人1人につき20点減点され、減点分が相手チームの得点に加算される。チームの得点が0点の場合は、0点のままで相手チームへの加算のみ行われる。NGワードはスタジオでは正解発表後に発表される。視聴者にはシンキングタイムの音楽が終わったところでNGワードのテロップが表示された。初期後半には、NGワード発表時にNGワードを書いてしまった解答者がいるとNGバードが登場し、効果音も「NG〜、NG〜」と連呼するものになった。
アダルトチーム（青緑の解答席）とヤングチーム（赤紫の解答席）は4名ずつ。セットは街をイメージしており、アダルトチームは得点板横の柱に「ADULT AVE.」、ヤングチームは得点板上の看板に「YOUNG ST.」と表記していた。正解すると解答席にある星型ランプが1個ずつ点灯し、個人の成績を表す。その下には大きな×マークがあり、NGワードを書くと赤く点滅する。のちに星型のランプが撤去され、アダルトチームの解答席の形が丸いものになった。
初期はヤング問題、アダルト問題共に両チーム全員が解答。その為、星型ランプは5個ある。得点は例えばヤング問題ならヤングチームは10点、アダルトチームは20点、アダルト問題ならその逆だった。
第一回の第一問は「コロコロ、ボンボンとは一体なんでしょう?」で、正解はコミック雑誌の名前。
最終問題は共通問題で、NGワードの設定は無し。正解時の得点は20点。「見返り美人」（一企業等で働く女性の顔がどれか、初期は3人、後に4人の顔写真の中から当てる）や「年の差 カップル当てクイズ」（女性（男性）を見て、その彼氏（彼女）を当てる）といった4択クイズが出題された。優勝のファンファーレはナムコのプロ野球ファミリースタジアムの攻守交代のBGM。
優勝チームは番組の最後に海外旅行をかけたゲームに挑戦。裏返された4×3のパネルの各項目から1つずつ選んで文章をつくるもの。なお、同点の場合は、ハガキで応募した「年の差会員」への視聴者プレゼントとなる。
このゲームで使うパネルは専用のセットが用意され「年の差ボード」と呼ばれていた。パネルを開く時のSEはナムコ（当時）のファミコンゲーム『ファミリーテニス』で使用されているSEの一部である。

### 中期のルール（1990年10月 - 1993年9月）
放送日時変更に伴いセットもリニューアルし、アダルトチームは蒸気機関車を背景にした青緑の解答席（後に蛍光色の黄緑）、ヤングチームは蒸気船を背景にした濃橙の解答席（後に蛍光色の橙）になった。
後にテーブルの上に早押しランプも置かれる。また、解答席の×が表示される部分に、フラッシュ状に白く点滅する電飾効果も追加された。シンキングタイムのBGMには『テトリス』の「Northern Countries Mambo」をアレンジしたものが使われ、番組の名物となった。本番組のいわゆる全盛期にあたる時期である。
通常のクイズ（筆記式の問題）の他、以下のようなコーナーがあった。また、初期から正解時や全員不正解時の効果音・BGMは無かったが、指名歌詞穴埋めクイズや早押しクイズで正解したときは効果音（ファンファーレ）が流れた。
1991年8月頃からネームプレートがそれまでの手書き体からナールに変更（「クイズダービー」と同じだった）。さらに、1992年4月からは上記のとおり、解答席がリニューアルした。
- 早押し問題
  - 「早押し スリーヒントクイズ」
    - 一つずつ提示されるヒントを基に物（お題）を当てる。第1ヒントで当てると30点で、以下1枚めくれる毎に10点ずつ減る｡大抵、第2ヒント、第3ヒントのいずれかはダジャレによるヒントであった。そのダジャレが強引であると、山田がヒントの説明の後に｢苦し～い!!｣と言うのが恒例だった｡
    - 後に、6ヒントクイズまで拡張された

  - 「年の差 3D」
    - ある模様を特定の点に焦点を合わせて見ると、模様に文字が浮かんで見えるので、何と書いてあるかを当てる。当時日本で流行していた3Dと呼ばれるステレオグラムを使ったもの。
    - 答えがわかったら、司会者に耳打ちで解答する早抜け形式（制限時間内であれば、何人でも正解できた）
    - 番組中期の終わり（1993年9月末）から後期の途中までの時期に出題された。

  - 早押し問題のコーナーには「NGワード」のルールは適用されない。
- 「指名制歌詞穴埋め問題」
  - それぞれの世代のヒット曲の歌詞の一部が隠されており、一字一句全てを正しい歌詞を答える。歌詞と全く同じ言葉で答えなくてはならない（意味が殆ど同じであっても不正解）。ヤング問題とアダルト問題にそれぞれ出題。
  - 元々は、「歌詞穴埋め問題」という通常の筆記式の問題だったが、好評のため「指名制歌詞穴埋め問題」としてバージョンアップした。
  - 解答形式は筆記式で、出題しているチームが解答しているチームから1名ずつ順に指名して答えを出させるルール。1人目で当てられたら40点、以下1人指名するごとに10点刻みで得点が下がる。正解が出るか全員不正解、もしくは「NGワード」が出た時点で終了。「NGワード」が出た場合の減算加算される得点は正解したときの得点と同じ[注 12]。
  - 指名の際は解答者の名前を呼ぶのが基本だが、ヤングチームがアダルトチームの一人を指名する時は、愛称で呼ぶパターンもあった[注 13]。
  - NGワードを出したり、不正解と成る確率が高い各チームの初登場ゲストを筆頭に、アダルトチームの高島忠夫・うつみ宮土理や、ヤングチームのゆうゆ・森口博子などは、真っ先に指名される事が多かった。逆に正解率が高いアダルトチームの岡田真澄・藤村俊二や、ヤングチームの中山秀征・坂上忍らは、最後の方で指名されていた。
  - 番組中期の終わり頃からは得点ルールが変わり、正解者・NGワードが出た場合は最高100点・最低0点の「年の差シャッフル」と呼ばれるルーレットに挑戦し、止まった場所に書かれている得点が正解の場合は加算され、NGワードを出した場合は逆に減点、相手チームの得点となる。

なお、1993年9月の「だっよ〜んスペシャル」から後期までは、通常の筆記式の問題に戻り、「年の差シャッフル」で止まった得点の正解人数分が加算される。その後は通常の筆記式の問題（書き問題）の得点（20点）に変更され、実質、通常の筆記式の問題と同じ形になる。
- 「ナメキリコーナー」
  - ヤング・アダルトにとって最も簡単な問題が出題される。（グループ人数の計算など）
- 「ダブルNGワードコーナー」
  - 「NGワード」が2つ設定されているが、正解すると40点貰える。
  - 特番の時は更に、3個以上の「NGワード」が設定されている亜種問題が出題されたこともあった[注 14][注 15]。
  - アダルト問題での「ダブルNGワードコーナー」では「死語の世界」が固定され、1994年秋の最終回スペシャルや1996年春の復活スペシャルでも同様に実施した。
- 「クリビツコーナー」
  - 1993年秋からはジェネレーションギャップを問う問題だけでなく、一般の素人が登場し、その人がどんな得意技や隠し芸を持っているのかを当てるコーナーもできた。
- 最終問題「10人ボウリング」
  - 1993年9月のSPから1994年3月のレギュラー回までこれまでの「見返り美人」から変わるコーナーで、「10人1組の4チームで行われる「10人ボウリング」の優勝チームを予想する。正解すると40点が加えられる。
  - 「10人ボウリング」のルールは、1名が1レーンに立ち、10人が一斉に1球だけ投げ、倒れたピンの合計数を競うもの。優勝チームには賞品がプレゼントされた。また、オールストライク（100点）の時には、100万円がプレゼントされた。ただし、このルールは当初は無く、VTRを見ていた高島忠夫のリクエストで生まれた。
  - 初期は、最下位チームが「NGワード」と同じ扱いをされ、最下位チームを答えた解答者は20点減点となったが、ほどなくしてこのルールは廃止された。
- 勝利チームに与えられる賞品を賭けたゲームは初期と同じであったが、パネルの項目が次のように変更されている。
  - 1.人数×4、2.場所×2、3.誰:「勝ちチーム」または「年の差会員」×3、4.行動×4
  - 「年の差会員」とは、番組に葉書を送った視聴者のこと。賞品が年の差会員に当たった場合、抽選で獲得者が選ばれた。
  - 『なるほどザ!春秋の祭典』では3.は「優勝チーム」（決勝ブロックで優勝した番組）または「外ウマ応援チーム」（各ブロックで敗退し、決勝に進出しなかった番組）になっていた。いずれも「勝ちチーム」「優勝チーム」は2枚、後は1枚だった。
  - 両チーム引き分けの際は年の差会員にプレゼントが贈られる。

### 後期のルール（1993年10月 - 1994年3月）
セットをリニューアルし、アダルトチームはちょうちょを背景にしたてんとう虫の形をした解答席、ヤングチームはぶどうを背景にしたメロンの形をした解答席になった。セットリニューアル直後は、両解答席共に外側を囲むように白熱電球が点滅するものだったが、後にフラッシュ状に白く点滅する電飾に変更された。番組ロゴ文字も前の物が立体的に表現された。また、筆記式の問題（書き問題）の解答方法がフリップ式からモニター式に変わり、解答席の上部にモニターが設置されたため、得点表示板が中央のマルチ画面の横に移動した。答えチェックの為のキノコ型のテーブルもあった。シンキングタイムのBGMは、ザ・ベンチャーズのLet's Goをアレンジしたものに変わり、「NGワード」発表時のSEも変更された。
- 4リールのスロットに紛れている4文字を並べると出来る言葉を当てる「年の差ジャックポット」、ルービックキューブの要領で揃うと誰の顔になるのかを当てる「カオダケBOX」等、早押し問題が増加。
  - この間の早押し問題はお手つき2回で失格となる。（但し、3Dを除く）
- 後期の筆記式の問題（書き問題）は「歌詞穴埋め」以外は共通問題が中心になり、暫くの間「アダルト問題」「ヤング問題」の区分はなくなっていた。
- 勝利チームに与えられる賞品を賭けたゲームは中期と同じだが、「誰」の項目の内容が「年の差会員」から「負けチーム」に変わった。
- 年の差会員の廃止に伴い、後期と末期には視聴者プレゼントクイズがあった。賞品は3Dのビデオ、番組のボードゲーム[注 19]のいずれかだった。
- NGワードの表示フリップが丸文字の手書き体からゴジック体に変更された。
- 中期の頃（1990年10月 - 1993年9月）は、ヤングチームがシンキングタイムのBGMに合わせて踊っていたが、シンキングタイムのBGM変更に伴い、リズムに合わせてタンバリンをたたいていた。
- 「年の差3D」で最後まで残った人（もしくは時間内に答えられなかった人）に対し、「減点シャッフル」を行う。この場合の順位は「0点」 - 「-100点」で-10点以上出てしまうと逆に自分のチームから相手チームへその点数が移動される。

### 末期のルール（1994年4月 - 1994年9月）
セットと開始当初から使われた番組タイトルロゴがリニューアル。同時に初期の出演者が降板。中期から絶頂期のころの出演者の一部は残留。アダルトチームは赤の解答席、ヤングチームは青の解答席になった。また背景には、大小2つの直角三角形でアダルトのA、ヤングのYを表していた。更に、筆記式の問題（書き問題）がモニター式から再びフリップ式に変更され、これに伴いチームの得点表示板も解答席の上部に戻った。また、他にも以下のような変更がなされた。
- 中央のスクリーンが9面マルチから16面マルチに変更。
- 各チーム解答者が5人に増え、今までの横一列から上下ひな壇状に並ぶようになった。
- 問題テロップが画面下部ではなく、全体に表示された。
- シンキングタイムのBGMが変更され、「NGワード」の発表も爆弾のCGが使われ、よりダイナミックなものになった。同時に「NG」表示も変更された。
- 両チームとも解答者の若返りが図られた。また、出題VTR出演者も交代。
- 各解答者席にオレンジ色のネオン管の早押しランプ、個人の得点用の小さいデジタル得点表示板、ネームプレートと個人得点板の間に、小さい×ランプ（NGワードが出た時は点滅）が付く。
- 勝利チームに与えられる賞品を賭けたゲームは神経衰弱ゲームに変わり、司会者の2人が描かれたカードを出した枚数によって賞品を決めていたようだが、OA上ではまるまるカットされていた。後にテーマごとの賞品が贈られるようになった。
- 勝ちチーム・負けチームに関わらず個人得点トップにも賞品（金貨）が贈られた。

また、以下のコーナーがあった。
- 「土地の差なんて」（共通書き問題）
  - 毎回、1つの都道府県を取り上げて、そこから御当地問題を出題。
- ローリーランキング（ヤング問題）
  - 当時バラエティ番組に多く出ていたローリー寺西をコーナー司会に迎え、2軍のプロ野球選手や若いトラックドライバーなど、毎回異なる対象者にアンケートを実施して、その1位を当てる問題。2位の答えがNGワードに設定されていた。
- 「クイズ 8の6サシ」（「クイズ はちのむさし」と読む）
  - 提示された8つのキーワードのうち1つずつ選択し、問題を出題。出題内容は「ヤング問題」「アダルト問題」「共通早押し問題」の3つが隠されていた。ただし「ヤング問題」「アダルト問題」となっているものの、従来のようなジェネレーションギャップを問う問題ではなく、なぞなぞなども入っていた。6問を出題して終了。末期のメインコーナーだった。正解する点数も20点に設定していた。
- 最終問題
  - 「年の差 HIGH&LOW」
    - 最初に設定された2つの年（西暦）より1つを選び、ある出来事がその年より前の出来事か後の出来事かを当てるクイズ。
    - 例:「設定年は1990年。瀬戸大橋開通は1990年より前?後?」
    - 最大6問まで出題し、正解すれば次の問題に進み、間違えれば終了となる。得点は最初の問題を正解したら20点、2問目も正解したら倍増の40点、次も正解なら更に倍の80点…という形式。
    - 前のコーナー終了時に負けチーム先攻となり、先攻チームが相手チームの得点より下回ることが確定したり、後攻チームが先攻チームの得点を上回ったりした時点、つまり優勝が決定した時点で終了。

  - 「年の差 HIGH&LOW どっちが前?」
    - 上記の「年の差 HIGH&LOW」とは異なり、2つの選択肢のうち、どちらが前の出来事なのか当てるクイズだった。それ以外のルールは同じ。
    - 最終回の際は4問出題。得点は通常の書き問題と同様に20点だった。

  - 最終回のラスト問題は、今まで番組に1回でも出た出演者を○○コレクションの要領で出していき、その中で2回出て来た人物を当てるという問題だった[注 20]。

### ガンガンスペシャルのルール
解答席は2段の雛壇、NGワード発生時は解答席には赤い「NG」の文字が点滅した。中期の「指名制歌詞穴埋め問題」、末期の「年の差 HIGH&LOW」もあった。この時の優勝チームには旅行・賞品ではなく賞金100万円だった。

### 年の差なんて 2006のルール
内容は中期ルールをベースに行われた。
- 筆記式の問題（書き問題）の解答方式が後期のモニター方式になり、さらに番組名・名前・年齢の表示、NG命中時の表示も一括してモニターで表示される形になった[注 22]。また得点表示もLEDの電光掲示板からモニター表示になった。
- モニターは各解答席に組み込まれる形で設置され、チームの得点表示用モニターは解答席の上部に設置された。
- 解答者席は末期の上下ひな壇状で各チーム5人ずつだった。
- 解答席の色はアダルトチームは水色を基調とした青の解答席、ヤングチームは橙色を基調とした赤の解答席だった。
- シンキングタイムのBGMや「NGワード」発表のSEは中期のものを使用した。
- 出題された問題は、通常の「NGワード」有りの書き問題以外に、「3ヒントクイズ」[注 23]、「指名問題」[注 24]、最終問題は「母親当て問題」[注 25]が出題された[注 26]。早押し問題は出題されなかった。
  - 「3ヒントクイズ」では、初代司会者である桂三枝もVTRで出演した。
- 優勝チームは最後に旅行をかけたゲームを行った。裏返されたパネル（1.誰×3、2.場所×3、3.行動×3）から選んで文章をつくるもので、パネルの内訳は、「誰」には勝ちチーム2枚・負けチーム1枚、「場所」は国内（旅行）・海外（旅行）・フジテレビ、「行動」は遊びに行く・行った夢を見る・見送りに行く。パネルは専用のセット（年の差ボード）ではなく出題等に使っていた正面の九面モニターを使って実施（「プレゼントパネル」と呼んでいた）。「海外へ」「遊びに行く」（誰はどちらでも良い）が揃えば（番組では「目的地が海外なら」と言っていた）、視聴者にも海外旅行（バリ島旅行）がプレゼント。（実際に揃った）。

### バブルへGO!!スペシャルのルール
内容は通常のルールと全く別の形式で行われた。
- 回答者席は人数の関係上、バブルチームは上下ひな壇上でイスに早押しボタンのみのセット、アンダーバブルチームは前回同様の上下ひな壇上でモニターつきボックスのセットであった。
- 主に、アンダーバブルチームに対してバブル期の事象からクイズを出題（早押し問題とNGワード無しの書き問題）。反対にバブルチームに対しては、2問程度、最新流行にまつわる早押しクイズが出題されたのみである（共通問題は無し）。
  - 書き問題でのシンキングタイムのBGMは、前回と同様に中期のものを使用。
- 今回は得点や「NGワード」等がなく、勝敗決めや優勝チームの旅行をかけたゲームも行わなかった。
- また、正解発表後には、（主に）バブルチームのメンバーがバブル時代のエピソードを語ったり、バブル時代の流行を再現していた。曲名当てクイズにおいては、サンプラザ中野が登場して、バブル時代のヒット曲「リゾ・ラバ -Resort Lovers-」を歌唱した。

## 主題歌
いずれも1時間枠移行後（1990年10月以降）。
オープニングテーマ
番組中期は、テレビアニメ「ドラゴンクエスト」のサウンドトラックに収録されている「The Birth」を使用していた。
歴代エンディングテーマ
2 - 3ヶ月毎に曲を入れ替えていた。主な曲は以下の通り。

- コーヒー・ルンバ（國實唯理）
- 摩天楼ミュージアム（Wink）
- 真夏の楽園（中江有里）
- メッセージ（JUN SKY WALKER（S））
- 無視線（木内美歩）
- だけど、悲しくて（Sepia'n Roses）
- あなた（内田忍）
- もう二度と戻れない（KATSUMI）

## スタッフ

### レギュラー放送時代
- ナレーター：長野智子（初期。当時フジテレビアナウンサー）、山本百合子（初期 - 1993年9月、ガンガンスペシャル）、難波圭一（後期）、西山喜久恵（末期。フジテレビアナウンサー）
- プロデューサー：王東順、加藤友和
- ディレクター：田辺恵造、加茂裕治、小杉雅博、天野晃宏、坪田譲治、吉田雅司、神原孝
- ロケディレクター：柘植一人
- 企画・原案：桂三枝
- 構成：山田順子、大田一水
- 取材・リサーチ：スペース エムワイ、マンダラハウス、ティーヴィボックス
- タイトル：川崎利治
- CG：坂本浩、町田保、山田みどり
- 技術協力：八峯テレビ、FLT、共同テレビ、共同エディット、IMAGICA、4-Legs
- 制作：フジテレビ編成局第二制作部

### 復活特番時代
- ナレーター：TARAKO（2006）、大塚芳忠、住友七絵（バブルへGO!!）
- チーフプロデューサー：加茂裕治（2006年版のみ）
- プロデューサー：神原孝
- 制作：フジテレビバラエティ制作センター

### 『クイズ!年の差だよね』
- ナレーター：フワちゃん
- 構成：木南広明、大平尚志、デーブ八坂、狩野孝彦、土橋ゲンゴロウ、細川拓朗
- 美術プロデュース：副島翔太郎（フジテレビ）、森健彦
- デザイン：斎田崇史（フジテレビ）
- アートコーディネーター：村瀬大
- 大道具製作：宮路博貴
- 大道具操作：渡辺桃加
- アクリル装飾：堀内重彰
- 電飾：石井誠
- メイク：山田かつら
- TP：辻本豊
- TD/SW：浜島一雄
- CAM：宮本亜里
- VE：岡本夏子
- AUD：水本陵太
- 照明：藤沢勝
- TK：海老澤廉子
- 音響効果：阿部雄太
- CG：奥田真也
- EED：篠原一瑞、橋本逸人
- MA：小林大介
- リサーチ：ビスポ、スコープ
- 協力：フジアール、fmt、オムニバス・ジャパン、IMAGICA、東京オフラインセンター、e-naスタジオ、オシアド、バーバーエイト、サンスター文具、マルベル堂
- 広報：望月亜慧梨（フジテレビ）
- デスク：山内沙南
- 制作協力：D:COMPLEX
- Special Thanks：王東順、加藤友和、加茂裕治
- 企画監修：河村静也
- AD：金田知砂、白石大治、安藤菜々、多口由紀音、樋江井美月、三好萌
- AP：森本有紀子（D:COMPLEX）、筒井さより、山科智稔（スーパーディレクターズプロジェクトTV）、青木千紘
- ディレクター︰石野将、久野和洋、山下達也、岸本泰（D:COMPLEX）、村瀬拓也、横山楓人
- プロデューサー：神尾昌宏・勝又郁乃（D:COMPLEX）
- 演出：平野彰子、島本亮（フジテレビ）
- チーフプロデューサー：江本薫（フジテレビ）
- 制作：フジテレビ編成制作局制作センター第二制作室
- 制作著作：フジテレビ

## レギュラー番組時代のネット局
系列はレギュラー放送終了時点(打ち切りの場合はその時点)のもの。
| 放送対象地域  | 放送局             | 系列                                         | ネット形態             | 備考                                                                 |
| ------------- | ------------------ | -------------------------------------------- | ---------------------- | -------------------------------------------------------------------- |
| 関東広域圏    | フジテレビ         | フジテレビ系列                               | 制作局                 |                                                                      |
| 北海道        | 北海道文化放送     | フジテレビ系列                               | 同時ネット             |                                                                      |
| 青森県        | 青森放送           | 日本テレビ系列                               | 遅れネット             | 1991年9月まではテレビ朝日系列とのクロスネット局                      |
| 岩手県        | 岩手めんこいテレビ | フジテレビ系列                               | 同時ネット             | 1991年4月開局から                                                    |
| 宮城県        | 仙台放送           | フジテレビ系列                               | 同時ネット             |                                                                      |
| 秋田県        | 秋田テレビ         | フジテレビ系列                               | 同時ネット             |                                                                      |
| 山形県        | 山形テレビ         | フジテレビ系列                               | 同時ネット             | 1993年3月打ち切り                                                    |
| 福島県        | 福島テレビ         | フジテレビ系列                               | 同時ネット             |                                                                      |
| 山梨県        | 山梨放送           | 日本テレビ系列                               | 遅れネット             |                                                                      |
| 新潟県        | 新潟総合テレビ     | フジテレビ系列                               | 同時ネット             | 現：NST新潟総合テレビ                                                |
| 長野県        | 長野放送           | フジテレビ系列                               | 同時ネット             |                                                                      |
| 静岡県        | テレビ静岡         | フジテレビ系列                               | 同時ネット             |                                                                      |
| 富山県        | 富山テレビ         | フジテレビ系列                               | 同時ネット             |                                                                      |
| 石川県        | 石川テレビ         | フジテレビ系列                               | 同時ネット             |                                                                      |
| 福井県        | 福井テレビ         | フジテレビ系列                               | 同時ネット             |                                                                      |
| 中京広域圏    | 東海テレビ         | フジテレビ系列                               | 同時ネット             |                                                                      |
| 近畿広域圏    | 関西テレビ         | フジテレビ系列                               | 同時ネット             |                                                                      |
| 鳥取県 島根県 | 山陰中央テレビ     | フジテレビ系列                               | 同時ネット             |                                                                      |
| 岡山県 香川県 | 岡山放送           | フジテレビ系列                               | 同時ネット             |                                                                      |
| 広島県        | テレビ新広島       | フジテレビ系列                               | 同時ネット             |                                                                      |
| 山口県        | 山口放送           | 日本テレビ系列                               | 遅れネット             | 1993年9月まではテレビ朝日系列とのクロスネット局                      |
| 徳島県        | 四国放送           | 日本テレビ系列                               | 遅れネット             |                                                                      |
| 愛媛県        | テレビ愛媛         | フジテレビ系列                               | 同時ネット             |                                                                      |
| 高知県        | テレビ高知         | TBS系列                                      | 遅れネット             | 30分時代のみネット                                                   |
| 福岡県        | テレビ西日本       | フジテレビ系列                               | 同時ネット             |                                                                      |
| 佐賀県        | サガテレビ         | フジテレビ系列                               | 同時ネット             |                                                                      |
| 長崎県        | テレビ長崎         | フジテレビ系列                               | 遅れネット →同時ネット | 1990年9月までは日本テレビ系列とのクロスネット局                      |
| 熊本県        | テレビくまもと     | フジテレビ系列                               | 同時ネット             | 1989年9月まではテレビ朝日系列とのクロスネット局                      |
| 大分県        | テレビ大分         | 日本テレビ系列 フジテレビ系列                | 遅れネット →同時ネット | 1992年からネット開始 1993年9月までテレビ朝日系列とのトリプルネット局 |
| 宮崎県        | テレビ宮崎         | フジテレビ系列 日本テレビ系列 テレビ朝日系列 | 同時ネット             |                                                                      |
| 鹿児島県      | 鹿児島テレビ       | フジテレビ系列                               | 遅れネット →同時ネット | 1994年3月まで日本テレビ系列とのクロスネット局                        |
| 沖縄県        | 沖縄テレビ         | フジテレビ系列                               | 同時ネット             |                                                                      |

### 備考
- 東海テレビ・関西テレビ・テレビ新広島・テレビ西日本(北海道文化放送・仙台放送では、当時はプロ野球空白地域)を中心としたローカル局ではプロ野球のシーズン中、制作局のフジテレビでこの番組を放送する時にプロ野球のローカルのナイトゲーム中継に差し替えることがあり、後日この番組を振替放送とすることがあった（中でも、テレビ新広島では「この番組は関東地区で○月○日に放送されたものです」と「フジテレビでの」の表示が無い状態でテロップを出す時期もあった）。
- 地方の民放局が少なかった1990年代前半頃まではフジテレビ系列・日本テレビ系列のクロスネット局では水曜プライムタイムの枠を日本テレビ系列に設定していて、同時ネットできなかった一方、木曜プライムタイムの枠をフジテレビ系列に設定する局が多く、テレビ長崎・鹿児島テレビでは同番組の放送時間移動で同時ネットを実現できたが[注 30]、その一方でテレビ大分は木曜19時台に日本テレビの『追跡』と『木曜スペシャル』を同時ネットで放送していたが、大分朝日放送開局に伴う番組改編で最後の1年間のみ同時ネットした。これにより原則としてフジテレビ系列全局での同時ネット化を達成した。なお、2006年・2007年の復活特番では、さくらんぼテレビでは13年ぶりに山形県でのネットが復活したほか、高知さんさんテレビではテレビ高知で30分時代の遅れネット以来10数年ぶりに高知県でのネットが復活しておりしかも高知県では初めての同時ネットとなった（2局とも1997年4月1日に開局）。テレビ宮崎では水曜日の19時台後半での30分時代から木曜19時台移動後のレギュラー放送のほか、1996年・2006年・2007年の復活特番も同時ネットを行なってきたが、2023年11月10日に放送された「クイズ！年の差だよね」はゴールデンタイムに日本テレビ系を編成する金曜日であったため、初めて同時ネットがストップした。

## パロディ番組
- 邦ちゃんのやまだかつてないテレビ
「クイズ!年の差なんちゃって」というパロディ版を放送した。これは本番組のスタジオ及びBGMをそのまま使用しており、司会も山田邦子本人が務めた。桂三枝は出演せず、三枝のものまねを得意とする大平サブローが役に扮した。内容は、男女のカップルの年齢差を当てるクイズ企画。正解と比べて年齢差がありすぎる解答をすると「NGワード」扱いとなっていた。
- ラスタとんねるず'94
コーナー「スピッティング・イメージ・ジャパン」で「クイズ!お年の差なんて」というパロディ版を放送した。
- 殿様のフェロモン
「クイズ!土地の差なんて」というパロディコーナーが放送されたことがある。
- 深夜戦隊ガリンペロ
「ガリンペロの年の差なんて!!」と言う本番組のパロディが放送されたことがある。
- とんねるずの生でダラダラいかせて!!（日テレ系）
「クイズ年の差なんちて!違うか!」という本番組のパロディーコーナーが放送された（後に「クイズ生ダラ年の差なんちて!」に改題）。チームの名前は「オヤジチーム」と「ヤングチーム」だった。
- RADIO BERRY WEEKEND REQUEST（RADIO BERRY）
『クイズ曲の差なんて!!』というおふざけ音楽クイズコーナーを宅配ピザ店のスポンサー付きで放送していた。

### 『アイドリング!!!』での企画
フジテレビONEのバラエティ番組『アイドリング!!!』では、複数回にわたって本番組のパロディ企画が行われた。
クイズ!年の差なんてごっこ
番組の企画「なななな、なつかしいング!!!」で、アイドリング!!!のメンバーとMC陣との間に年の差が生じたことがきっかけで、『アイドリング!!!』のチーフプロデューサー（当時）かつ、『年の差なんて』のディレクターを務めた加茂裕治の許可を得て、「○○ごっこ」の一環として復活したもの。
司会は長谷川豊、アシスタントは3号・遠藤舞と14号・酒井瞳。解答者は、アイドリング!!!メンバーの「ヤングチーム」と、MCのバカリズム（升野英知）・森本さやか・斉藤舞子の「アダルトチーム」。
ヤングチームは3人1チームで3チームとなっており、最前列に座っているメンバーが答える（チームごとに相談して解答してもよい）。問題終了ごとに席替えが行われる。問題は、アダルトチームのみ解答する「ヤング問題」、ヤングチームのみ解答する「アダルト問題」のみで筆記問題である。 正解すると10点加算され、NGワードを書いてしまうと20点マイナスとなる（相手チームへの加算はない。）。
- 2回目からプレゼントボードが登場。優勝したチームが裏返されたパネル（1.人数×4、2.場所×4、3.行動×4）から選んで文章をつくるもので、その文章から実際にプレゼントされることになっている。
- 3回目（2009年7月21日放送分）では、アダルトチームで1つ空席があったため、12号・河村唯がアダルトチームの一員として参加した。
- 4回目（2009年9月15日放送分）では、アイドリング!!!メンバーが11人（アシスタントの遠藤・酒井と、収録を欠席した外岡えりか・森田涼花は除く）いたため、3人・3人・5人の変則チーム編成になった。
- 対戦成績はアダルト・ヤングチームとも2勝2敗である。2009年までに計4回行われている。

帰ってきた!年の差なんて
2010年8月26日の放送分では、アイドルイベント「TOKYO IDOL FESTIVAL 2010 @Shinagawa」のセカンドステージにて、桂三枝を司会に迎えて行われた。アシスタントは斉藤舞子。解答者は、同イベントに出演するアイドルグループから4-5名の「ヤングチーム」と、お笑いコンビ麒麟の「アダルトチーム」。対抗戦は「ヤングチーム」のメンバーが入れ替わる形で、2回行われた。
「ヤング問題」「アダルト問題」ともに両チームが解答し、スケッチブックに解答を書く筆記問題である。正解するとレイが1つかけられ、NGワードを書いてしまうと獲得したレイの数にかかわらず、レイが全部没収される。ただしクイズに不正解しても、三枝の独断でレイがかけられることもあった。
放送上では、シンキングタイムの音楽が終わった後にNGワードのテロップは表示されず、NGワード発表時にテロップが表示された。

## 書籍・グッズ
- クイズ!年の差なんて - 3日やったら、クセになる!（ベストセラーズ・ワニの本、1989年9月）
- あなたの年の差レベル（ワニブックス、1992年10月、ISBN 4847030753）
- ボードゲーム（セガ・エンタープライゼス。後のセガトイズ）
- 販売用トッシー君のぬいぐるみ（セガ・エンタープライゼス。後のセガトイズ）
- アーケード用トッシー君のぬいぐるみ（セガ・エンタープライゼス）